# Henry Lomb
Pour les articles homonymes, voir Lomb.
Henry Lomb, né le 24 novembre 1828 à Burghaun et décédé le 13 juin 1908 à Pittsford, est un opticien américain d'origine allemande. 

## Biographie
Il quitte l'Allemagne et s'installe aux États-Unis en 1849. Il a été l'un des deux fondateurs de la société Bausch & Lomb, créée en 1853.